# گورستان گل زرد
قبرستان گل زرد مربوط به سده‌های میانه دوران‌های تاریخی پس از اسلام است و در شهرستان سلسله، بخش مرکز ی، دهستان یوسف وند، شمال شرقی روستای گل زرد واقع شده و این اثر در تاریخ ۲۲ اسفند ۱۳۸۵ با شمارهٔ ثبت ۱۸۲۵۴ به‌عنوان یکی از آثار ملی ایران به ثبت رسیده است.